# آیدا (نام)
آیدا یک نام برای دختران است که در خط لاتین به صورت‌های Ada و Aeeda و Aida و Aide و Aidee و Ade، Ajda و Ayeda و Ayda و Ayeeda و Ida و Ieeda و Ieta و Iyeeda نوشته می‌شود. 
این نام یک نام بین المللی است پس در زبان های مختلف معانی گوناگونی دارد اما ریشه این کلمه ترکی است. آی: به معنی ماه، و دا: به معنی تو، داخل، درون. که به طور کلی به معنی " درون ماه"، "داخل ماه" و با معنی استعاره ای "زیبا رو"، "مثل ماه" می باشد. و از این طریق نیز در زبان‌های اروپایی گسترش یافته و سپس وارد سایر نام‌های رایج در بقیه کشورها شده است. نمایشنامه مشهوری به نام اپرای آیدا در ایتالیا ساخته شده‌ است.
تلفظ این کلمه کوتاه در برخی زبان‌های دیگر ممکن است معانی گوناگونی داشته باشد: مثلا در زبان ایتالیایی این کلمه به معنای شاد و خوشبخت و در ترکی زیبا ماننده ماه و درون ماه و نیز گیاهی است که در کنار آب می‌روید و در ژاپنی دویدن بر روی زمین معنا می‌دهد در زبان آلمانی به معنای فرشته‌ای که از آسمان به زمین فرود آمده است و در لاتین می توان شاد و کمک کننده معنا کرد.

## افراد
- آیدا کیخایی، هنرپیشه ایرانی
- آیدا سرکیسیان، همسر احمد شاملو
- آیدا عبدالله‌یوا، موسیقی‌دان و نوازنده هارپ آذربایجانی
- آیدا پناهنده، کارگردان ایرانی
- آیدا هادزیالیچ، سیاستمدار سوئدی
- آیدا  تورتورو، هنرپیشه آمریکایی
- آیدا فولچ، هنرپیشه اسپانیایی
- آیدا فیلد، هنرپیشه آمریکایی
- آیدا آکسل، هنرپیشه ترکیه ای
- آیدا راستگو، خواننده ایرانی آلمانی
- آیدا ماهیانی، بازیگر ایرانی

## دیگر کاربردها
- مدل آیدا (بازاریابی)
- ایدا (زبان برنامه‌نویسی)
- توفند آیدا